# キリストへの時間
『キリストへの時間』（キリストへのじかん）は、日本国で放送されているラジオ番組である。日本キリスト改革派教会が主として手掛ける伝道番組で、内容は説教・講話で構成される。同じ番組名でCBCラジオ、高知放送、南海放送及びラジオ関西で放送されるが、それぞれの内容は異なる。

## 概要
南長老教会の在日本ミッション（伝道部門）はミッションラジオ委員会を置き、岐阜に赴任させていた宣教師J・A・マカルピンらが出演するラジオ伝道番組「キリストへの道」を、1952年（昭和27年）10月27日から中部日本放送（現在のCBCラジオ）で始めた。1953年（昭和28年）7月からは中部日本放送をキイ局に、高知放送、ラジオ関西、広島放送、ラジオ山梨など7局でも順次放送され、太平洋放送協会が番組スポンサーとなっている例もあった。当初は月1回の放送だったが、1953年（昭和28年）10月から、番組名を「キリストへの時間」に改題するとともに週1回の放送となった。1965年（昭和40年）10月には、ミッションラジオ委員会に日本基督改革派教会及び日本基督教団も加わった。しかし、1975年（昭和50年）に南長老教会在日本ミッションは番組放送への資金提供終了を決定し、中部日本放送での放送は日本基督改革派教会中部中会に、高知放送での放送は北米キリスト改革派教会日本伝道会ラジオ伝道部に、ラジオ関西での放送は日本基督改革派教会西部中会に引き継いだことから、各局で放送される番組の内容はそれぞれ独自のものとなった。なお、そのほか5局での放送は終了した。

## CBCラジオ
「キリストへの時間」協力委員会が、毎週日曜日の午前6時30分から同時45分まで放送している。1952年（昭和27年）10月27日の放送開始当初は、J・A・マカルピンとJ・A・マカルピンが懇意にしていた日本基督改革派教会及び日本基督教団の牧師が出演していた。南長老教会在日本ミッションからの放送資金提供終了が決まると同ミッション宣教師の出演はなくなり、新たに組織された「キリストへの時間」協力委員会を構成する日本基督改革派教会西部中会、日本基督教団、金城学院、名古屋学院及び岐阜済美学院に関係する牧師や教職員が輪番で出演することとなった。CBCラジオの最長寿番組で、聴取者は5万人に達するとしている。2022年（令和4年）10月には、放送開始70周年記念番組を放送した。
なお、同局では、2012年3月25日まで、別のキリスト教番組も平行して放送していた。こちらは、日曜夜の放送だった。

## 高知放送
日本キリスト改革派教会大会メディア伝道局（RCJメディア・ミニストリー）が、毎週日曜日の午前7時30分から同時45分まで放送している。北米キリスト改革派教会日本伝道会ラジオ伝道部は、「キリストへの時間」協力委員会の要請を受け、1983年（昭和58年）3月より高知放送での放送を引き継いだ。日本キリスト改革派教会は2017年（平成29年）に大会メディア伝道局を置き、北米キリスト改革派教会から日本語伝道事業を譲受した。

## 南海放送
日本キリスト改革派教会大会メディア伝道局（RCJメディア・ミニストリー）が、毎週日曜日の午前5時45分から同時60分まで放送している。内容は高知放送で放送されるものと同一で、2015年（平成27年）4月から放送が始まった。

## ラジオ関西
日本キリスト改革派教会西部中会が、毎週日曜日の午前7時30分から同時45分まで放送している。日本基督改革派教会西部中会は、1982年（昭和57年）12月6日に「キリストへの時間」協力委員会の要請を受け、翌1983年（昭和58年）にラジオ伝道委員会を新設し、同年5月よりラジオ関西での放送を引き継いだ。番組には日本基督教団の牧師も出演している。

## 脚註

### 註釈
1. 1 2 3 4 5 6 7 8 9 10  日本基督改革派教会は、2000年（平成12年）に日本キリスト改革派教会に改称した[7]。